# Просеков, Александр Юрьевич
Александр Юрьевич Просеков (род. 1 мая 1976) — ректор Кемеровского государственного университета; доктор технических наук, доктор биологических наук, профессор; главный редактор журналов «Food Processing: Techniques and Technology» (Scopus) и «Foods and Raw materials» (WOS, Scopus); Заслуженный работник высшей школы Российской Федерации (2023), академик Российской академии наук (2025).

## Биография
Родился в городе Топки Кемеровской области.
Окончил Кемеровский технологический институт пищевой промышленности (КемТИПП).
В 2005 году присвоена учёная степень доктора технических наук, в 2008 году — учёное звание профессора.
Основатель научной школы, отмеченной Грантом Президента РФ для господдержки научных школ РФ.
19 января 2016 г. присвоено почётное звание «Профессор РАН».
В 2016 г. окончил Российскую академию народного хозяйства и государственной службы при Президенте Российской Федерации, в 2018 г. — магистратуру национального исследовательского университета «Высшая школа экономика» по направлению подготовки «Менеджмент».
С 2012 г. работает в должности ректора. В 2015 г. участвовал в праймериз на должность губернатора Кемеровской области. По итогам занял второе место следом за действующим губернатором А. Г. Тулеевым. 
В 2018 г. и 2023 г. утверждён доверенным лицом кандидата в Президенты Российской Федерации Владимира Владимировича Путина.
В ноябре 2019 г. избран членом-корреспондентом РАН, в мае 2025 г. — академиком РАН по Отделению сельскохозяйственных наук.

## Санкции
6 марта 2022 года после вторжения России на Украину подписал письмо в поддержу российской агрессии. С 9 июня 2022 года находится под персональными санкциями Украины за поддержку войны. Также был внесён ФБК в список коррупционеров и разжигателей войны за поддержку нападения на Украину, 16 марта 2022 года форумом свободной России внесён в «Список Путина» и доклад «поджигателей войны» с предложением введения против него международных санкций.

## Семья
Женат, трое детей.

## Научная деятельность
Руководитель научной школы и ответственный исполнитель фундаментальных и прикладных исследований в рамках федеральных целевых программ и грантов, а также хозяйственных договоров. 
Автор более 1000 работ, в том числе опубликованных за рубежом, в журналах первого и второго квартиля.
Председатель диссертационного совета 24.2.315.05 по защите кандидатских и докторских диссертаций — единственного в России, присуждающего учёные степени по техническим, биологическим и химическим наукам в профильной области.

## Награды
- Заслуженный работник высшей школы Российской Федерации (25 августа 2023 года) — за заслуги в научно-педагогической деятельности, подготовке квалифицированных специалистов и многолетнюю добросовестную работу [7]